# Phyllotreta pontaegeica
Phyllotreta pontaegeica es una especie de insecto coleóptero de la familia Chrysomelidae. Fue descrita científicamente en 1982 por Gruev.